# Пабу (спутник)
Пабу (66652 Borasisi I Pabu) — спутник транснептунового объекта (66652) Борасизи.

## История открытия
Пабу была открыта на снимках телескопа «Хаббл», сделанных 23 апреля 2003 года.
Пабу в мифологии боконизма из романа Курта Воннегута «Колыбель для кошки» — богиня Луны и супруга Борасизи.

## Орбита
Пабу обращается на расстоянии 4,66 тыс. км от основного тела.

## Физические характеристики
Диаметр Пабу сопоставим с диаметром основного объекта и составляет 137 км, поэтому Борасизи и Пабу можно считать двойным объектом.